# Dream Junkies
 (juin 2024).
Dream Junkies, est un groupe de hip-hop chrétien américain originaire de Californie. Le groupe se compose des rappeurs Beleaf, John Givez et Ruslan. Beleaf et John Givez sont beaux-frères.

## Discographie
- 2014 : NREM Edition
- 2016 : Good Religion